# 推理作家・池加代子
『推理作家・池加代子』（すいりさっか いけかよこ）は、2012年から2013年までフジテレビ系「金曜プレステージ」で放送されたテレビドラマシリーズ。全2回。主演は名取裕子。
山村美紗・紅葉親子をモデルとした作品であり、美紗が生前願っていた通り、家政婦のアキ役は娘の紅葉が演じている。

## キャスト

### 主人公家族と支援者
池加代子〈50〉
演 - 名取裕子
売れっ子の推理作家。梨花と同居している。第1作は自身の作品「悪女の道行」がドラマ化され、京都でクランクインする。第2作は神戸のホテルで「池加代子デビュー二十周年記念KOBEミステリー文学大賞表彰式」が行われスピーチする。
池梨花〈27〉
演 - 星野真里
加代子の娘。女優。周りに親の七光りと言われたり、池加代子の娘だから仕事をもらえてる、ということを気にしている。第2作は交際していた俳優の城之内涼が、自分以外の複数の女性と付き合っていてマスコミが自宅に押しかける。
アキ〈42〉
演 - 山村紅葉
池家の家政婦。加代子と梨花を温かく見守り支えている。
谷誠〈48〉
演 - 羽場裕一
嵐山出版の編集者。加代子と梨花を支えている。

### その他
早乙女〈35〉
演 - 柏原収史
京都府警の刑事。第1作の殺人現場で加代子に初めて会い沖村から紹介される。捜査に行き詰まると加代子に相談し助言をもらう。
沖村〈53〉
演 - 新井康弘
京都府警の警部。加代子の顔見知り。

### ゲスト
第1作「殺しのシナリオ」（2012年）
- 泉麻衣（女優・珠世の実娘） - 西原亜希
- 泉智幸（彫金作家・麻衣の夫） - 池内万作
- 伊野又沙恵（女優） - 大沢さやか
- 森（プロデューサー） - 菊池均也
- 金子（徳島県警眉山西警察署 刑事） - 山口竜央
- 年の差カップル - みやなおこ、藤森周一郎
- 船津（監督） - 峰蘭太郎
- 梶晴香（女優） - 入野佳子
- 中森友一（俳優） - マイク・ハン
- プロデューサー - 大石昭弘
- ホテルマン - 谷口知輝
- 三戸珠世（加代子の古い友人・麻衣の実母） - 小柳ルミ子

第2作「殺しの文学賞」（2013年）
- 石上秋子（中川の秘書） - 笛木優子
- 伊勢次郎（イベント企画運営「大和プランニング」社長） - 浜田学
- 明石夏美（作家） - 黒坂真美
- 芦田一平（夏美の担当のフリー編集者） - 尾崎右宗
- 佐藤洋子（沙也香の母） - 紅萬子
- 金子（自治会長） - 山口竜央
- 後藤（神戸中央警察署 刑事） - 谷口高史
- 志摩育恵（信一の妹） - 飯沼千恵子
- 神戸中央警察署 刑事 - 城土井大智
- 城之内涼（若手人気男優・四股男） - 高橋優太
- 中川健太（IT企業社長・芦田の友人） - 石田龍昇
- 志摩信一（無職） - 平口泰司
- 記者 - 西村亜矢子、内藤邦秋、西村美紀
- 佐藤沙也香（伊勢の恋人・去年失踪） - 高橋かおり
- 山崎清二（バーテンダー） - 中原丈雄

## スタッフ
- 原作 - 山村美紗
- 脚本 - ひかわかよ、松下隆一
- 演出 - 水田成英（FCC）、樋口徹（FCC）
- 技術協力 - IMAGICAウェスト、バスク
- プロデューサー - 樋口徹（FCC）、岡原伸幸（京都組）
- 制作協力 - 京都組、松竹撮影所
- 制作 - フジテレビ
- 制作著作 - FCC

## 放送日程
| 話数 | 放送日        | サブタイトル   | 原作                       | 脚本       | 演出     | 視聴率 |
| ---- | ------------- | -------------- | -------------------------- | ---------- | -------- | ------ |
| 1    | 2012年5月18日 | 殺しのシナリオ | 「ポケットベルに死の予告」 | ひかわかよ | 水田成英 | 12.3%  |
| 2    | 2013年7月26日 | 殺しの文学賞   | 「京都・神戸殺人事件」     | 松下隆一   | 樋口徹   | 08.4%  |

- 視聴率はビデオリサーチ調べ、関東地区・世帯